# Frédéric Deban
Pour les articles homonymes, voir Deban.
Frédéric Deban, né le 18 décembre 1964 à Meaux, est un acteur français.

## Biographie
Il est placé auprès de la DDASS avec ses deux frères et sa sœur[réf. nécessaire].

### Carrière
Frédéric Deban commence sa carrière dans Alger la blanche, un court-métrage de fiction de Cyril Collard sorti en 1986 où il tient un rôle d'un jeune homosexuel.
Il enchaîne ensuite une carrière cinématographique. Frédéric Deban tourne dans plus de vingt téléfilms et à partir de 1996, il fait partie des protagonistes de la série télévisée Sous le soleil sur TF1.
Il a joué dans la saga Les Cœurs brûlés en 1992, aux côtés de Mireille Darc et Pierre Cosso, ainsi que dans la deuxième saison d'Une famille formidable en 1993.
Il apparaît dans l'émission Toute une histoire sur France 2 où il raconte sa perte brutale de l'ouïe depuis fin 2014,

## Filmographie

### Cinéma
- 1985 : Parole de flic de José Pinheiro : Jeune dans la tuerie du camion
- 1987 : On se calme et on boit frais à Saint-Tropez de Max Pécas : Fred
- 1988 : Matar al Nani de Roberto Bodegas : Nani
- 1990 : Babylone de Manu Bonmariage : Bruno
- 1991 : Sushi sushi de Laurent Perrin : Manu
- 1997 : Dancing North  de Paolo Quaregna : Franco
- 1998 : Mi sei entrata nel cuore come un colpo di coltello de Cecilia Calvi : Oreste / Luca

### Télévision
- 1987 : L'Or noir de Lornac de Tony Flaadt : Yves Kerjean
- 1990 : Les mouettes de Jean Chapot
- 1992 : Les Cœurs brûlés de Jean Sagols (série télévisée) : Sylvain
- 1993 : Une famille formidable de Joël Santoni (série télévisée) : Renaud
- 1994 : Placé en Garde à Vue de Bernard Uzan et Didier Albert (série TV) :Arturo Bellomo
- 1995 : Sandra, princesse rebelle de Didier Albert (mini-série) : Angelo
- 1996 - 2008 : Sous le soleil  de Olivier Brémond et Pascal Breton (série TV) : Grégory Lacroix
- 1997 : Les Filles du maître de chai de François Luciani : Jean
- 2000 : Sans famille de Jean-Daniel Verhaeghe : le cambrioleur Julien
- 2001 : Justice de femme de Claude-Michel Rome : Luis Mendoza
- 2007 : Diane, femme flic de Marie Guilmineau (série TV) , épisode Jalousie : Damien
- 2013 - 2014 : Sous le soleil de Saint-Tropez de Olivier Brémond et Pascal Breton (série TV) : Grégory Lacroix

## Théâtre
- 1994 : ORIANA

## Publications
- J’aurais voulu être le fils de quelqu'un... : Chronique d'un abandon, Neuilly-sur-Seine, France, Éditions Michel Lafon, 2013
- Sous le soleil pas exactement France Édition La boite à Pandore, 2016
- Vos gueules les acouphènes, je n'entends plus la mer. Editions Guy Trédaniel, 2016.

### Bases de données et dictionnaires
- Ressources relatives à l'audiovisuel :   - AllMovie
  - Allociné
  - Filmweb.pl
  - IMDb
- Notices d'autorité :   - VIAF
  - ISNI
  - BnF (données)
  - IdRef
  - GND
  - Espagne